# París-Tours 1973
La París-Tours 1973 fue la 67.ª edición de la clásica París-Tours. Se disputó el 30 de septiembre de 1973 y el vencedor final fue el belga Rik Van Linden del equipo Rokado.

## Clasificación general[2]
|    | Ciclista            | Equipo                     | Tiempo     |
| -- | ------------------- | -------------------------- | ---------- |
| 1  | Rik Van Linden      | Rokado                     | 6h 17' 10" |
| 2  | Roger De Vlaeminck  | Brooklyn                   | m.t.       |
| 3  | Frans Verbeeck      | Watney-Maes                | m.t.       |
| 4  | Eric Leman          | Peugeot-Michelin-BP        | m.t.       |
| 5  | Jacques Mourioux    | Gan-Mercier-Hutchinson     | m.t.       |
| 6  | Eddy Merckx         | Molteni                    | m.t.       |
| 7  | Walter Godefroot    | Flandria-Shimano-Carpenter | m.t.       |
| 8  | Herman Van Springel | Rokado                     | m.t.       |
| 9  | Michel Pollentier   | Flandria-Shimano-Carpenter | m.t.       |
| 10 | Willy De Geest      | Rokado                     | m.t.       |